# Гней Пинарий Корнелий Клемент
Гней Пинарий Корнелий Клемент (на латински: Gnaeus Pinarius Cornelius Clemens) е римски политик и сенатор през 1 век.
Клемент произлиза вероятно от Испания. По време на управлението на Нерон Während (54 – 68) той е приет в Сената. Преди 74 г., вероятно 72 г., Клемент е суфектконсул. От 72/73 до 74/75 г. той е управител на Горна Германия (Germania superior). За неговите успехи в дяснорейнската Agri decumates той е награден с триумфалните знаци (ornamenta triumphalia).
През 74 г. той строи свързващ военен път от Тутлинген до Щрасбург, така наречения Кинциг-долинен вариант на Дунавския южен път, който съкратява разстоянието между Augusta Vindelicorum (Аугсбург) и Mogontiacum (Майнц) със 160 км или седем дневни маршове. Неговият гроб се намира в Хиспелум, Умбрия.
Неговият внук вероятно е Гней Пинарий Корнелий Север, който става суфектконсул 112 г.